# Küçükesence, Erenler
Küçükesence là một xã thuộc quận Erenler, tỉnh Sakarya, Thổ Nhĩ Kỳ. Dân số thời điểm năm 2008 là 794 người.